# Pierre Lambert de la Motte
Pierre Lambert de la Motte (Lisieux, 16 gennaio 1624 – Ayutthaya, 15 giugno 1679) è stato un missionario e vescovo cattolico francese.

## Biografia
Allievo dei Gesuiti di Caen, amico di Jean Eudes, venne ordinato sacerdote nel 1655; nel 1658 papa Alessandro VII lo elesse vescovo titolare di Berito e lo nominò vicario apostolico della Cocincina, affidandogli l'incarico di evangelizzare quella regione del sud-est asiatico.
A tal fine, fondò la Società per le missioni estere di Parigi (1660) e la congregazione delle Suore amanti della Santa Croce (1670).
Morì nel 1679 ad Ayutthaya in Siam, all'età di 55 anni.

## Genealogia episcopale e successione apostolica
La genealogia episcopale è:
- Cardinale François de Joyeuse
- Cardinale François d'Escoubleau de Sourdis
- Arcivescovo Jean-François de Gondi
- Arcivescovo Victor Le Bouthilier
- Vescovo Pierre Lambert de la Motte, M.E.P.

La successione apostolica è:
- Vescovo Louis Laneau, M.E.P. (1674)